# Fritz André
Fritz André (Plantin) (né le 18 septembre 1946 en Haïti) est un footballeur international haïtien, qui évoluait au poste de défenseur.

## Biographie

### Carrière en club
Il joue notamment en faveur du Violette Athletic Club. 

### Carrière en équipe nationale
Avec l'équipe d'Haïti, il figure dans le groupe des sélectionnés lors de la Coupe du monde de 1974. Lors du mondial organisé en Allemagne, il joue un match contre la Pologne.